# Ла-Мартр (коммуна)
Ла-Мартр (фр. La Martre) — коммуна на юго-востоке Франции в регионе Прованс — Альпы — Лазурный берег, департамент Вар, округ Драгиньян, кантон Флейоск.
Площадь коммуны — 20,37 км², население — 160 человек (2006) с тенденцией к росту: 198 человек (2012), плотность населения — 9,7 чел/км².

## Население
Население коммуны в 2011 году составляло — 193 человека, а в 2012 году — 198 человек.
| 1962 | 1968 | 1975 | 1982 | 1990 | 1999 | 2006 | 2011 | 2012 |
| ---- | ---- | ---- | ---- | ---- | ---- | ---- | ---- | ---- |
| 66   | 46   | 51   | 61   | 85   | 133  | 160  | 193  | 198  |

Динамика населения:

## Экономика
В 2010 году из 130 человек трудоспособного возраста (от 15 до 64 лет) 76 были экономически активными, 54 — неактивными (показатель активности 58,5 %, в 1999 году — 63,5 %). Из 76 активных трудоспособных жителей работали 55 человек (28 мужчин и 27 женщин), 21 числились безработными (12 мужчин и 9 женщин). Среди 54 трудоспособных неактивных граждан 8 были учениками либо студентами, 16 — пенсионерами, а ещё 30 — были неактивны в силу других причин.
На протяжении 2010 года в коммуне числилось 73 облагаемых налогом домохозяйства, в которых проживало 164,5 человека. При этом медиана доходов составила 16 тысяч 232 евро на одного налогоплательщика.

## Достопримечательности (фотогалерея)

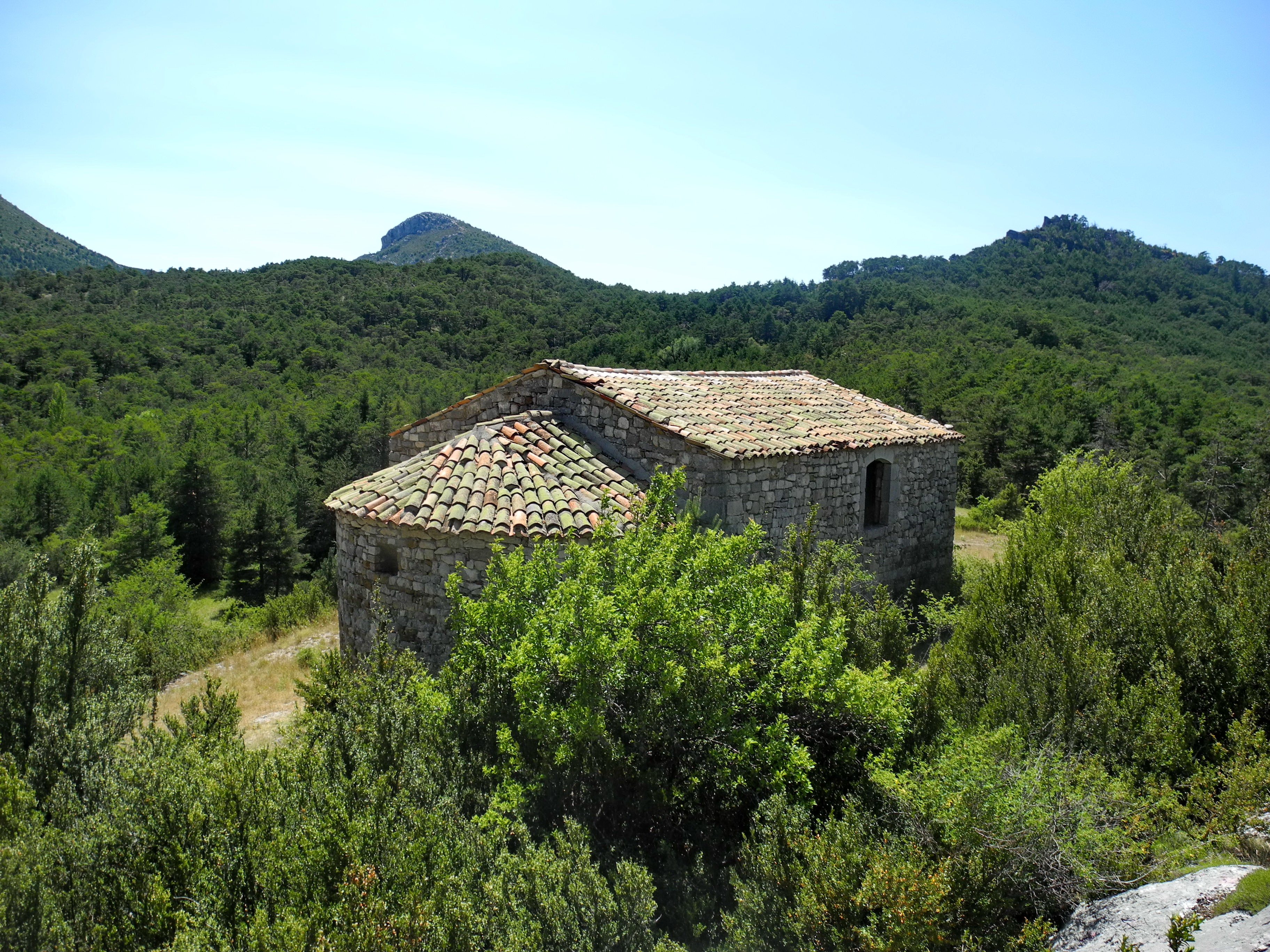
Часовня Сент-Блаз
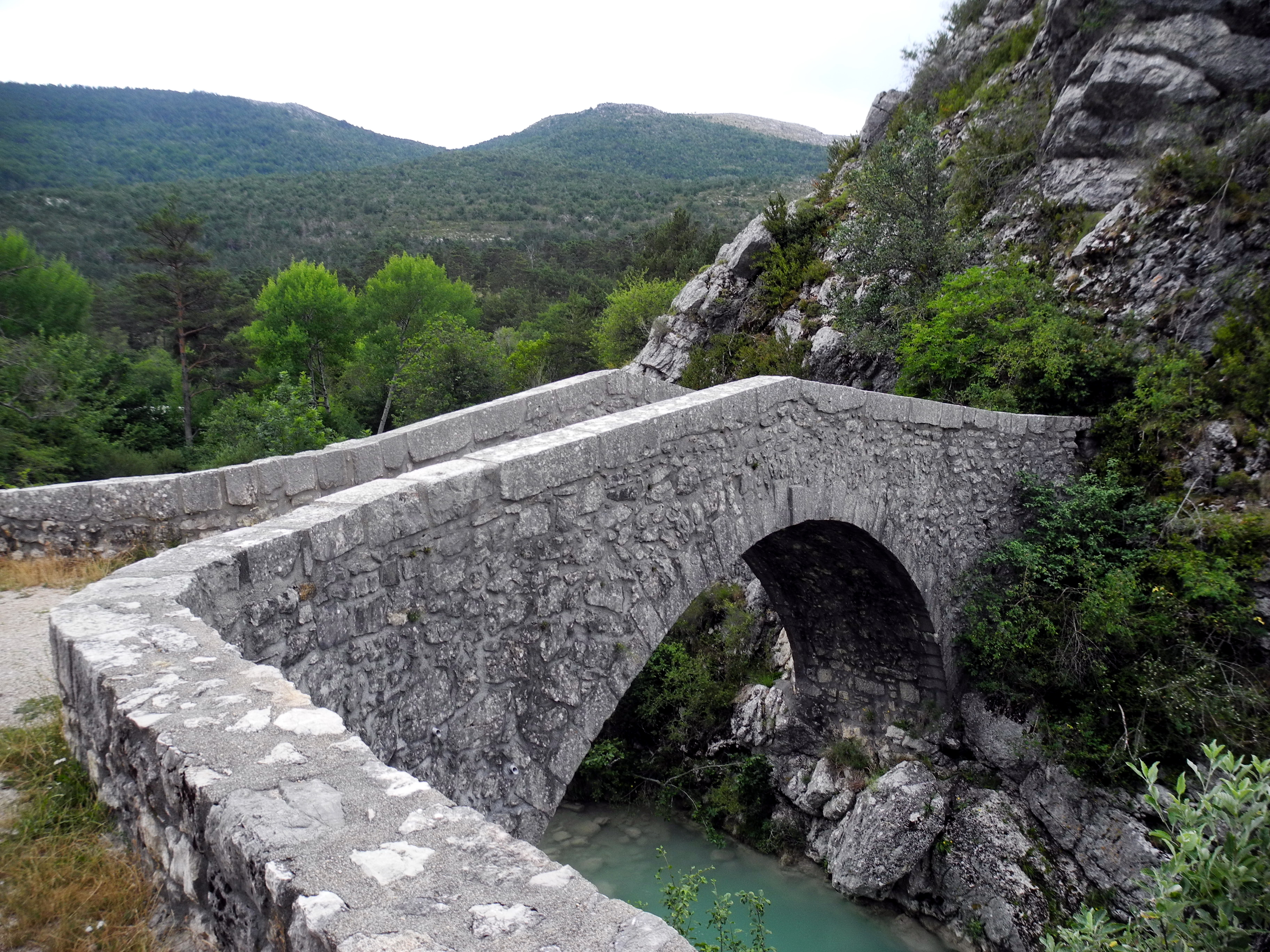
Мост-Мадам
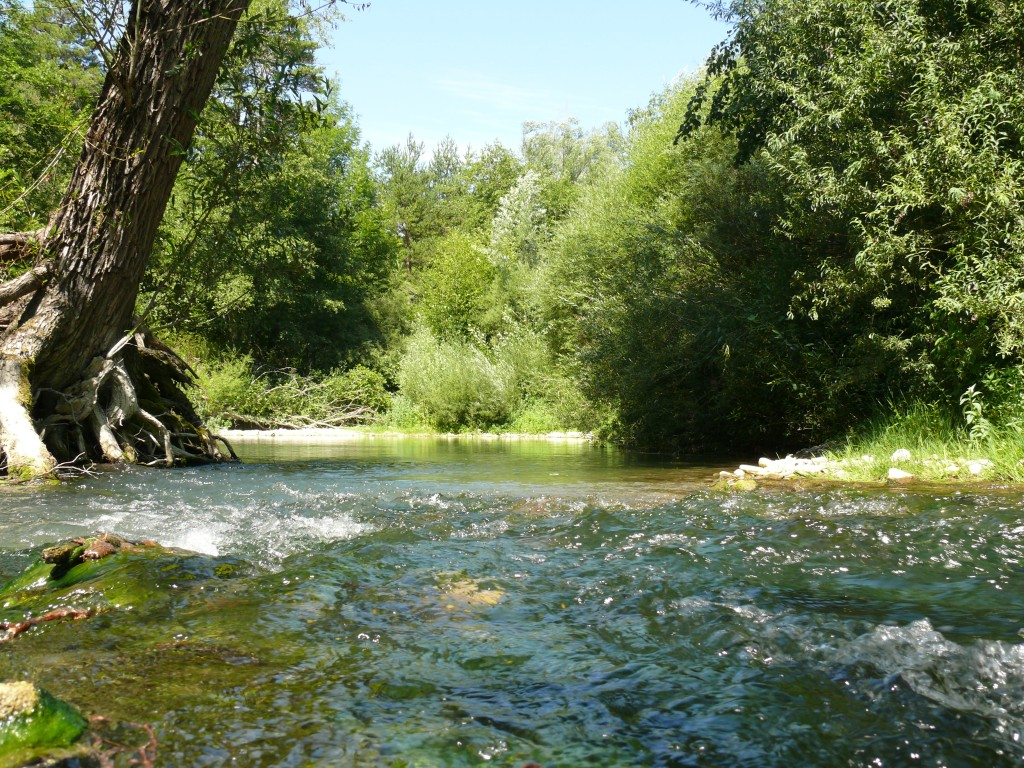
Русло реки Артюби возле коммуны
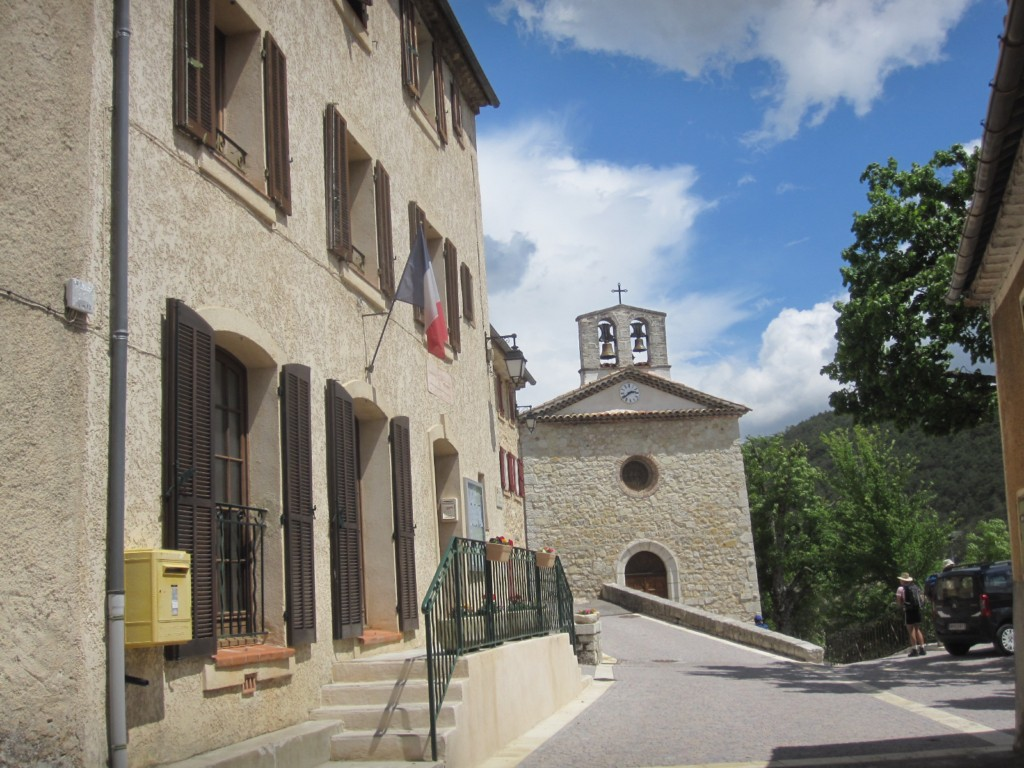
Здание мэрии